# Луколі
Луколі (італ. Lucoli) — муніципалітет в Італії, у регіоні Абруццо,  провінція Л'Аквіла.
Луколі розташоване на відстані близько 85 км на північний схід від Рима, 10 км на південний захід від Л'Акуїли.
Населення — 1050 осіб (2014).
Щорічний фестиваль відбувається 24 червня. Покровитель — святий Іван Хреститель.

## Демографія
Населення за роками:

Станом на 1 січня 2023 року в муніципалітеті офіційно проживало 57 іноземців з 12 країн, серед них 32 громадяни країн Євросоюзу та 8 громадян України.

## Сусідні муніципалітети
- Боргорозе
- Л'Аквіла
- Рокка-ді-Камбіо
- Рокка-ді-Меццо
- Торнімпарте